# 小行星69231
小行星69231（69231 Alettajacobs）是一颗绕太阳运转的小行星，为主小行星带小行星。该小行星于1972年3月19日发现。
該小行星以荷蘭醫生阿萊塔·雅各斯命名。

## 轨道参数
小行星69231的轨道半长轴为395 461 481 km，2.6434591 UA，离心率为0.263。